# Mistrzostwa Świata 2016 w League of Legends
Mistrzostwa Świata 2016 w League of Legends – szósta edycja e-sportowych Mistrzostw Świata w League of Legends, która odbyła się w Stanach Zjednoczonych w dniach 29 września–30 października 2016 roku.
Drużyna SK Telecom T1, pokonując w finale wynikiem 3:2 drużynę Samsung Galaxy, po raz trzeci w historii zdobyła tytuł Mistrza Świata.

## Zakwalifikowane drużyny
Do turnieju zakwalifikowano 16 najlepszych drużyn z całego świata:
| Korea          | Chiny               | Hongkong, Makau i Tajwan | Ameryka Północna     | Europa     | Dzikie karty   |
| -------------- | ------------------- | ------------------------ | -------------------- | ---------- | -------------- |
| ROX Tigers     | EDward Gaming       | Flash Wolves             | Team SoloMid         | G2 Esports | INTZ           |
| SK Telecom T1  | Royal Never Give Up | ahq e-Sports Club        | Counter Logic Gaming | H2k-Gaming | Albus NoX Luna |
| Samsung Galaxy | I MAY               | –                        | Cloud9               | Splyce     | –              |

## Losowanie grup
Losowanie odbyło się 10 września 2016 o 20:00 CEST. Wszystkie 16 drużyn zostało rozdzielone do 3 koszyków. W koszykach 1 i 3 są po 4 zespoły, a w koszyku 2 jest 8 zespołów. Zawartość koszyków:
| Koszyk 1                                                   | Koszyk 2 | Koszyk 3                                  |
| ---------------------------------------------------------- | --- | ----------------------------------------- |
| - EDward Gaming - Flash Wolves - ROX Tigers - Team SoloMid | - ahq e-Sports Club - Counter Logic Gaming - G2 Esports - H2k-Gaming - I MAY - Royal Never Give Up - Samsung Galaxy - SK Telecom T1 | - Albus NoX Luna - Cloud9 - INTZ - Splyce |

Należy zaznaczyć, że w jednej grupie nie mogły znaleźć się dwie drużyny z tego samego regionu. Wyniki losowania:
| Grupa A              | Grupa B       | Grupa C           | Grupa D             |
| -------------------- | ------------- | ----------------- | ------------------- |
| ROX Tigers           | Flash Wolves  | EDward Gaming     | Team SoloMid        |
| G2 Esports           | SK Telecom T1 | ahq e-Sports Club | Royal Never Give Up |
| Counter Logic Gaming | I MAY         | H2k-Gaming        | Samsung Galaxy      |
| Albus NoX Luna       | Cloud9        | INTZ              | Splyce              |

## Faza grupowa
W fazie grupowej 16 drużyn podzielonych jest na cztery grupy po cztery drużyny. Każda drużyna zagrała z innymi drużynami w swojej grupie po dwa razy do jednego zwycięstwa. Zespoły z pierwszych i drugich miejsc awansowały do fazy pucharowej.
Wszystkie mecze fazy grupowej rozegrane zostały w Bill Graham Civic Auditorium w San Francisco.

### Grupa A
| Msc. | Drużyna              | W | P |
| ---- | -------------------- | - | - |
| 1    | ROX Tigers           | 5 | 2 |
| 2    | Albus NoX Luna       | 4 | 3 |
| 3    | Counter Logic Gaming | 3 | 3 |
| 4    | G2 Esports           | 1 | 5 |

Drużyny ROX Tigers oraz Albus NoX Luna rozegrały dogrywkę o pierwsze miejsce w grupie (wygraną przez tych pierwszych), ponieważ obie drużyny zakończyły fazę grupową z bilansem 4:2.

### Grupa B
| Msc. | Drużyna       | W | P |
| ---- | ------------- | - | - |
| 1    | SK Telecom T1 | 5 | 1 |
| 2    | Cloud9        | 3 | 3 |
| 3    | Flash Wolves  | 2 | 4 |
| 3    | I MAY         | 2 | 4 |

### Grupa C
| Msc. | Drużyna           | W | P |
| ---- | ----------------- | - | - |
| 1    | H2k-Gaming        | 5 | 2 |
| 2    | EDward Gaming     | 4 | 3 |
| 3    | ahq e-Sports Club | 3 | 3 |
| 4    | INTZ              | 1 | 5 |

Drużyny H2K oraz EDward Gaming rozegrały dogrywkę o pierwsze miejsce w grupie (wygraną przez tych pierwszych), ponieważ obie drużyny zakończyły fazę grupową z bilansem 4:2.

### Grupa D
| Msc. | Drużyna             | W | P |
| ---- | ------------------- | - | - |
| 1    | Samsung Galaxy      | 5 | 1 |
| 2    | Royal Never Give Up | 3 | 3 |
| 2    | Team SoloMid        | 3 | 3 |
| 4    | Splyce              | 1 | 5 |

Źródło wyników grup:.

## Faza pucharowa
Z fazy grupowej osiem drużyn awansowało do fazy pucharowej, w której mecze rozgrywane były w formacie do 3 wygranych w ramach pojedynczej drabinki eliminacji. Zwycięzca fazy pucharowej został ogłoszony Mistrzem Świata 2016 roku.
Ćwierćfinały odbyły się w Chicago Theatre w Chicago, półfinały na Madison Square Garden w Nowym Jorku, a finał w Staples Center w Los Angeles.
|  |                                |                     |                                  |                                  |   |                |                                    |          |  |  |       |       |       |
|  | Ćwierćfinał                    | Ćwierćfinał         | Ćwierćfinał                      |                                  |   | Półfinał       | Półfinał                           | Półfinał |  |  | Finał | Finał | Finał |
|  | Ćwierćfinał                    | Ćwierćfinał         | Ćwierćfinał                      |                                  |   | Półfinał       | Półfinał                           | Półfinał |  |  | Finał | Finał | Finał |
|  | 16 października 2016 – Chicago |                     |                                  |                                  |   |                |                                    |          |  |  |       |       |       |
|  |                                |                     |                                  |                                  |   |                |                                    |          |  |  |       |       |       |
|  | ROX Tigers                     | ROX Tigers          | 3                                |                                  |   |                |                                    |          |  |  |       |       |       |
|  | ROX Tigers                     | ROX Tigers          | 3                                | 22 października 2016 – Nowy Jork |   |                |                                    |          |  |  |       |       |       |
|  | EDward Gaming                  | EDward Gaming       | 1                                |                                  |   |                |                                    |          |  |  |       |       |       |
|  | EDward Gaming                  | EDward Gaming       | 1                                |                                  |   | ROX Tigers     | ROX Tigers                         | 2        |  |  |       |       |       |
|  | 15 października 2016 – Chicago |                     |                                  |                                  |   | ROX Tigers     | ROX Tigers                         | 2        |  |  |       |       |       |
|  |                                |                     | SK Telecom T1                    | SK Telecom T1                    | 3 |                |                                    |          |  |  |       |       |       |
|  | SK Telecom T1                  | SK Telecom T1       | SK Telecom T1                    | SK Telecom T1                    | 3 | 3              |                                    |          |  |  |       |       |       |
|  | SK Telecom T1                  | SK Telecom T1       |                                  |                                  |   | 3              | 30 października 2016 – Los Angeles |          |  |  |       |       |       |
|  | Royal Never Give Up            | Royal Never Give Up | 1                                |                                  |   |                |                                    |          |  |  |       |       |       |
|  | Royal Never Give Up            | Royal Never Give Up | 1                                |                                  |   | SK Telecom T1  | SK Telecom T1                      | 3        |  |  |       |       |       |
|  | 14 października 2016 – Chicago |                     |                                  |                                  |   | SK Telecom T1  | SK Telecom T1                      | 3        |  |  |       |       |       |
|  |                                |                     | Samsung Galaxy                   | Samsung Galaxy                   | 2 |                |                                    |          |  |  |       |       |       |
|  | Samsung Galaxy                 | Samsung Galaxy      | Samsung Galaxy                   | Samsung Galaxy                   | 2 | 3              |                                    |          |  |  |       |       |       |
|  | Samsung Galaxy                 | Samsung Galaxy      | 23 października 2016 – Nowy Jork |                                  |   | 3              |                                    |          |  |  |       |       |       |
|  | Cloud9                         | Cloud9              | 0                                |                                  |   |                |                                    |          |  |  |       |       |       |
|  | Cloud9                         | Cloud9              | 0                                |                                  |   | Samsung Galaxy | Samsung Galaxy                     | 3        |  |  |       |       |       |
|  | 17 października 2016 – Chicago |                     |                                  |                                  |   | Samsung Galaxy | Samsung Galaxy                     | 3        |  |  |       |       |       |
|  |                                |                     | H2k-Gaming                       | H2k-Gaming                       | 0 |                |                                    |          |  |  |       |       |       |
|  | H2k-Gaming                     | H2k-Gaming          | H2k-Gaming                       | H2k-Gaming                       | 0 | 3              |                                    |          |  |  |       |       |       |
|  | H2k-Gaming                     | H2k-Gaming          |                                  |                                  |   |                |                                    |          |  |  |       |       |       |
|  | Albus NoX Luna                 | Albus NoX Luna      | 0                                |                                  |   |                |                                    |          |  |  |       |       |       |
|  | Albus NoX Luna                 | Albus NoX Luna      | 0                                |                                  |   |                |                                    |          |  |  |       |       |       |

### Ćwierćfinały
| 16 października 2016 00:00 CEST | ROX Tigers | 3:1(1:0; 2:0; 2:1)Raport | EDward Gaming | Chicago Theatre, Chicago |
|                                 |            |                          |               |                          |

| 15 października 2016 00:00 CEST | SK Telecom T1 | 3:1(0:1; 1:1; 2:1)Raport | Royal Never Give Up | Chicago Theatre, Chicago |
|                                 |               |                          |                     |                          |

| 14 października 2016 00:00 CEST | Samsung Galaxy | 3:0(1:0; 2:0)Raport | Cloud9 | Chicago Theatre, Chicago |
|                                 |                |                     |        |                          |

| 17 października 2016 00:00 CEST | H2k-Gaming | 3:0(1:0; 2:0)Raport | Albus NoX Luna | Chicago Theatre, Chicago |
|                                 |            |                     |                |                          |

### Półfinały
| 22 października 2016 00:00 CEST | ROX Tigers | 2:3(0:1; 1:1; 2:1; 2:2)Raport | SK Telecom T1 | Madison Square Garden, Nowy Jork |
|                                 |            |                               |               |                                  |

| 23 października 2016 00:00 CEST | Samsung Galaxy | 3:0(1:0; 2:0)Raport | H2k-Gaming | Madison Square Garden, Nowy Jork |
|                                 |                |                     |            |                                  |

### Finał
| 30 października 2016 01:30 CEST | SK Telecom T1 | 3:2(1:0; 2:0; 2:1; 2:2)Raport | Samsung Galaxy | Staples Center, Los Angeles |
|                                 |               |                               |                |                             |

## Nagrody

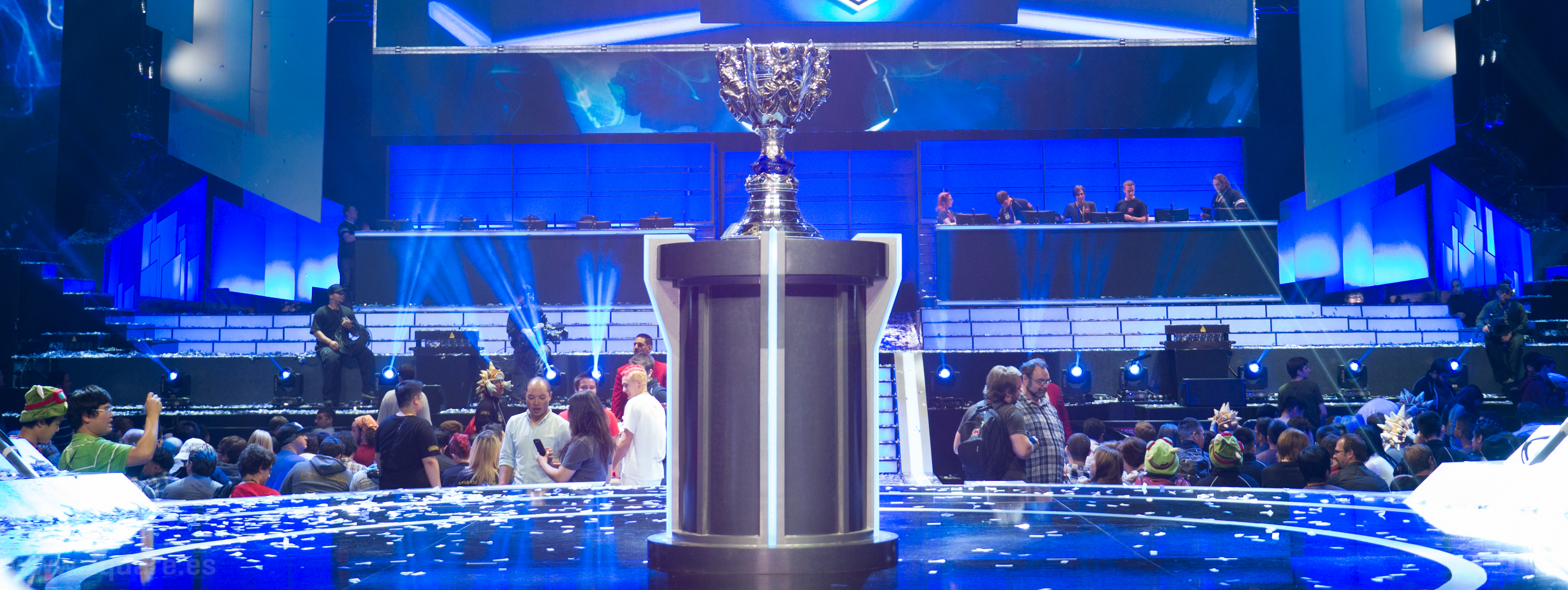
Puchar Przywoływacza na Mistrzostwach Świata Sezonu 3

Wszystkie drużyny walczyły o Puchar Przywoływacza, a także o nagrody pieniężne. Na razie jednak nie wiadomo jakie dokłanie poszczególne drużyny otrzymają nagrody, wiadomo natomiast, że Mistrz Świata otrzyma minimum 2 000 000$ i Puchar Przywoływacza.